# Пьеве
Пьеве (фр. Piève, корс. Piève) — коммуна во Франции, находится в регионе Корсика. Департамент коммуны — Верхняя Корсика. Входит в состав кантона Верхний Неббио. Округ коммуны — Бастия.
Код INSEE коммуны — 2B230.

## Население
Население коммуны на 2008 год составляло 120 человек.
| 1962 | 1968 | 1975 | 1982 | 1990 | 1999 | 2008 |
| ---- | ---- | ---- | ---- | ---- | ---- | ---- |
| 42   | 61   | 61   | 61   | 75   | 85   | 120  |

## Экономика
В 2007 году среди 79 человек в трудоспособном возрасте (15—64 лет) 48 были экономически активными, 31 — неактивными (показатель активности — 60,8 %, в 1999 году было 57,4 %). Из 48 активных работали 43 человека (28 мужчин и 15 женщин), безработных было 5 (2 мужчины и 3 женщины). Среди 31 неактивных 9 человек были учениками или студентами, 10 — пенсионерами, 12 были неактивными по другим причинам.